# Красные Зори (Волгоградская область)
Кра́сные Зо́ри — посёлок в Быковском районе Волгоградской области России. Входит в Александровское сельское поселение.

## География
Посёлок расположен в 13 км южнее села Александровка, в 13 км на западе от посёлка проходит трасса Р226. До берега Волги около 16 километров на запад.

## История
Решением Волгоградского облисполкома от 10 сентября 1966 года № 20/531 поселок отделения № 3 совхоза «Быковский» Быковского поселкового совета переименован в поселок Красные Зори.

## Население
| 2010 |
| ---- |
| 106  |

## Инфраструктура
В посёлке расположено медучреждение. Посёлок обслуживается отделением почтовой связи 404062, расположенным в Быково.